# Технологія молочних продуктів

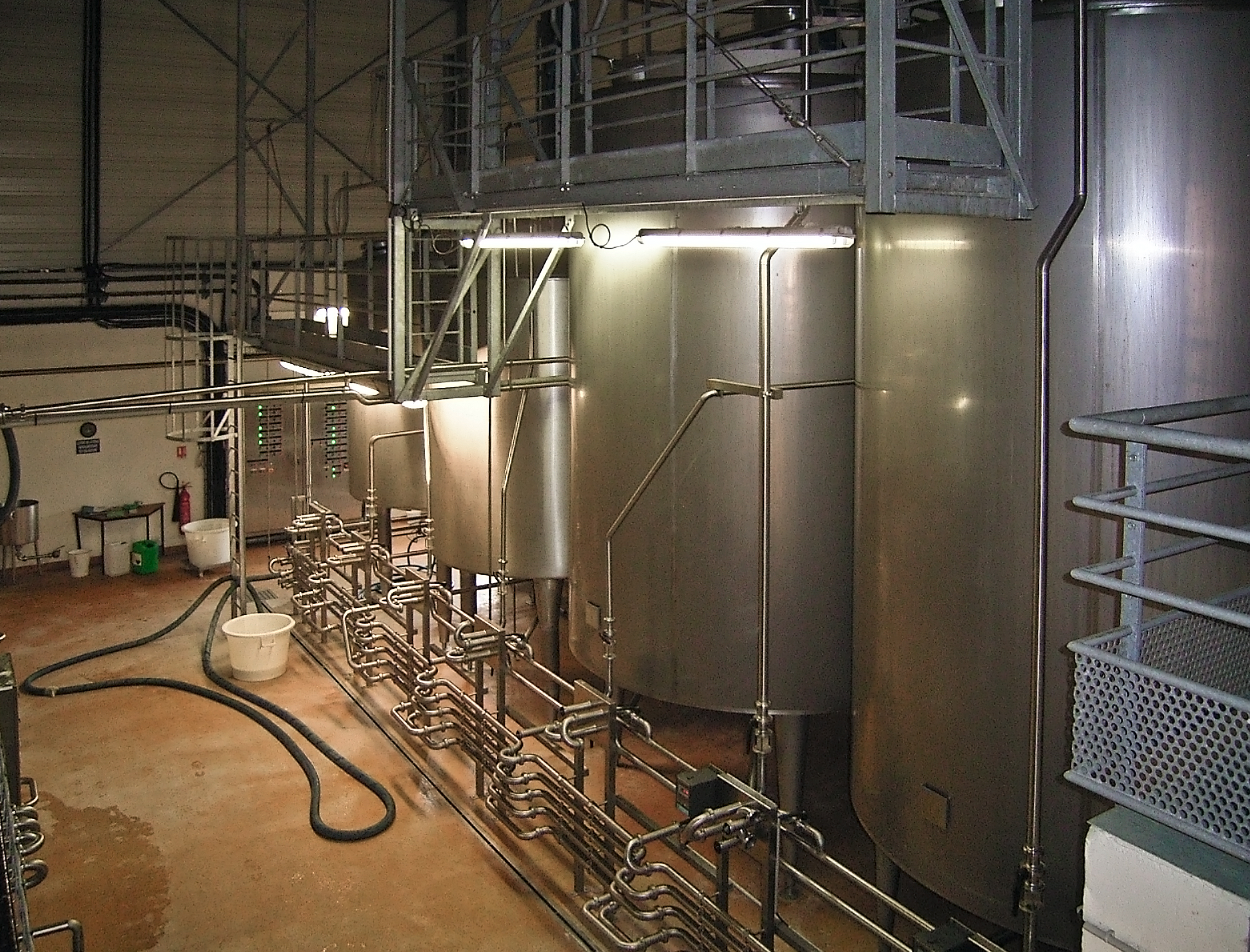
Інтер'єр сироробного заводу (Франція)

Технологія молочних продуктів  — складний комплекс взаємопов’язаних хімічних, фізико-хімічних, мікробіологічних, біохімічних, біотехнологічних, теплофізичних та інших трудомістких і специфічних технологічних процесів. У виробництві питного молока та кисломолочних продуктів використовуються усі компоненти молока. Виробництво вершків, сметани, кисломолочного сиру, масла, сиру ґрунтується на переробці окремих компонентів молока. Виробництво молочних консервів, сухих молочних продуктів, морозива пов’язане зі зберіганням усіх сухих речовин молока після видалення з нього вологи.
З вторинної молочної сировини виготовляють молочний білок, харчовий та технічний казеїн, молочний цукор, згущену молочну сироватку, замінник незбираного молока.

## Молоко як сировина
Молоко є неоднорідною біологічною рідиною, полідисперсною системою, окремі компоненти якої перебувають на різних ступенях дроблення. Дисперсна система утворюється з двох основних частин: води і плазми, яка перебуває в безперервній фазі, що називається дисперсним середовищем, а компоненти молока, які в ній містяться, — дисперсною фазою.
Особливо складна структура оболонок жирових кульок, які стабілізують жирову емульсію молока, вершків та інших молочних продуктів. Ці оболонки складаються із лецитиново-білкового комплексу, який характеризується високою поверхневою активністю. Лецитин розміщується безпосередньо на поверхні кульки. Інший бік оболонки, повернутий до водяної фази молока чи вершків, складається з білкового комплексу. На зовнішній його поверхні додатково перебувають адсорбований альбумін, глобулін і казеїн.

## Технологічні властивості молока
Технологічні властивості молока — це такі його фізико-хімічні показники, за оптимальних параметрів яких із нього за певної технології можна виробляти різні доброякісні молочні продукти. Такими показниками є:
- нормальні органолептичні властивості молока, відсутність вад смаку, запаху, кольору та консистенції;
- повноцінний біохімічний склад та оптимальні фізико-хімічні властивості;
- висока санітарно-гігієнічна якість;
- термостійкість;
- відсутність сторонніх домішок;
- оптимальні параметри сичужного зсідання.

Сирне виробництво ставить особливо високі вимоги до технологічних властивостей молока. Молоко для виготовлення сиру та інших високоякісних продуктів має бути натуральним, одержаним від здорових корів, які утримуються при збалансованій годівлі та в нормальних умовах.
Вміст сухих речовин у такому молоці має становити 12,5 % і більше, білка — 3,3—3,5 %, казеїну — не менш як 2,7 %, білків сироватки — не більш як 0,7 %. Порівняно з кількістю білків сироватки казеїну має бути в 4,5 раза більше. За оптимального рівня казеїну повною мірою виявляється коагулювальна здатність сичужного ферменту. При цьому найефективніше відбувається процес зсідання молока й використання його компонентів. Із збільшенням кількості казеїну в молоці вихід сиру збільшується на 3—4 %. Бажана кислотність молока, зумовлена його звичайними властивостями, має становити 17—18 °Т.
Одним із важливих показників гігієнічної якості молока є відсутність у ньому антибіотиків, лікарських речовин, пестицидів, компонентів добрив тощо. Наявність антибіотиків та інших шкідливих речовин у молоці призводить до порушення процесу його сквашування, появи вад готового продукту, у зв’язку з чим виникає потреба суворого державного контролю за наявністю антибіотиків та інших інгібіторів у молоці.
Залежно від температури зберігання кількість бактерій у молоці протягом доби збільшується так: якщо в 1 мл молока перед зберіганням вміст бактерій становив десятки тисяч, то за температури 10—12 °С він може збільшитись у 10 разів, при 18—20 °С — в сотні, при 30—35 °С — в десятки і сотні тисяч разів.
За кількості мікроорганізмів до 100 млн в 1 мл з’являються ознаки псування молока і термін зберігання його товарних якостей закінчується.
Мікроорганізми накопичуються здебільшого в отворах дійок, тому перші цівки молока треба здоювати в окремий посуд. У міру видоювання кількість бактерій зменшується. Якщо в 1 мл молока на початку доїння було 16 000 бактерій, у середині 480, то в кінці — тільки 360. При обмиванні вим’я чистою теплою водою та обтиранні чистим сухим рушником перед доїнням зменшується кількість бактерій у молоці, поліпшується молоковіддача.

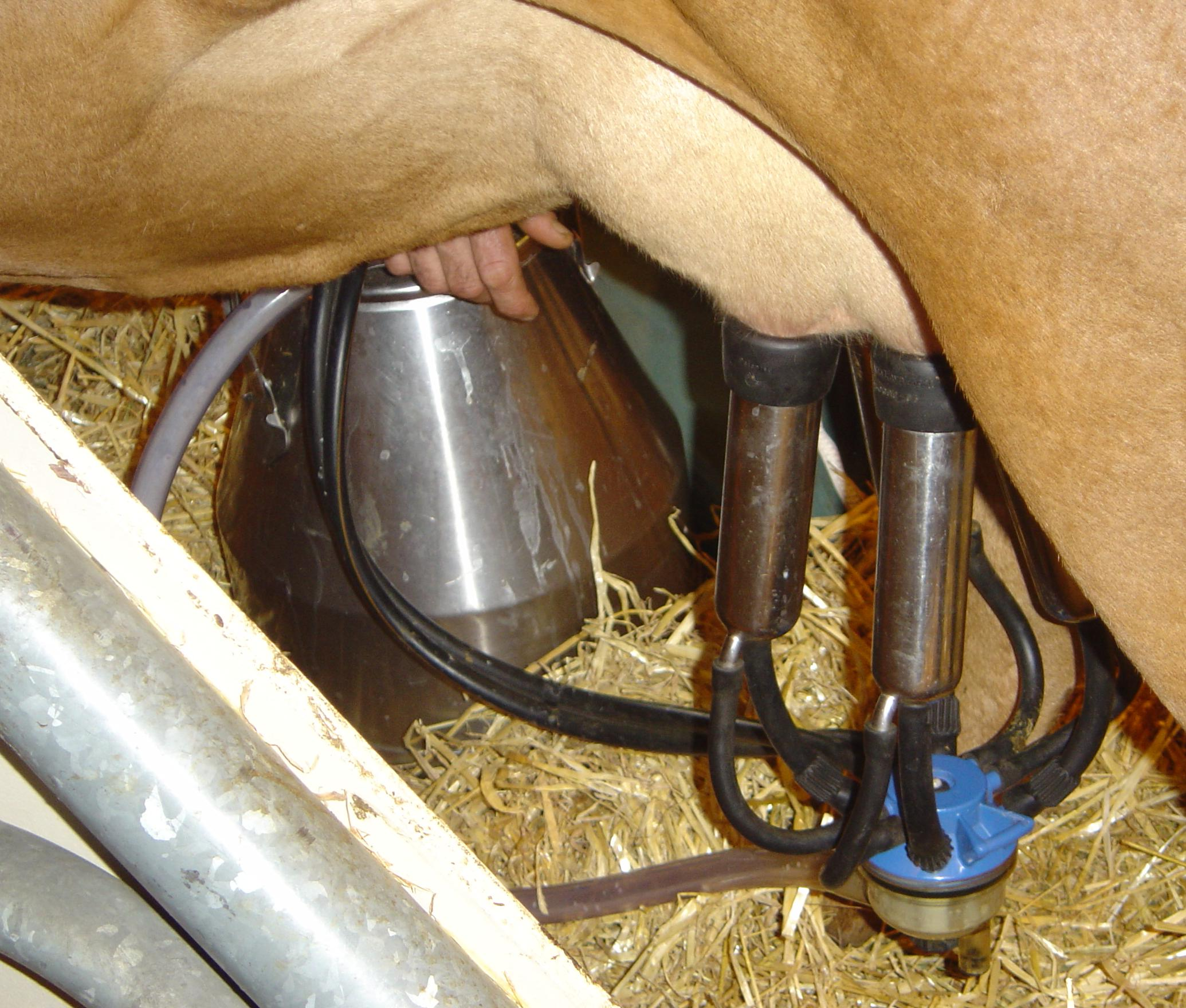
Доїльний апарат в дії

## Обробка молока
Правильна і своєчасно проведена первинна обробка зберігає початкові властивості свіжовидоєного молока. Розрізняють первинну, або неповну, та повторну, або повну, обробку молока. 
Первинна обробка молока включає 
- очищення його від механічних домішок,
- охолодження,
- зберігання за низької температури і
- транспортування.

Молокопідприємства здійснюють повторну обробку молока. При цьому його 
- очищають на відцентрових очисниках,
- нормалізують за вмістом жиру,
- пастеризують,
- охолоджують і
- розливають у фляги або розфасовують у тару.

Після такої обробки молоко дещо відрізняється від свіжовидоєного за хімічним складом, кількісним і якісним вмістом мікрофлори, біологічними та смаковими властивостями.
Первинну обробку молока в господарствах проводять у спеціальних приміщеннях — молочних цехах. На фермах, де молоко лише очищають і охолоджують, достатньо мати два робочих приміщення: молокозливну для приймання, очищення і дослідження молока та мийну — для миття, дезінфекції, сушіння та зберігання доїльної апаратури й молочного посуду. За часткової переробки молока на фермі, крім зазначених приміщень, потрібно мати спеціальні відділення для його переробки і охолодження. На великих фермах поряд із переліченими є спеціальне приміщення для аналізу молока. Якщо обсяг робіт великий, приймають, обробляють, переробляють і досліджують молоко в одному приміщенні. Поряд із цими приміщеннями можна облаштовувати приміщення для вакуум-насоса, котельню, кімнати відпочинку для працівників, душову і кімнату для зберігання інвентарю та матеріалів.
Призначення молочних цехів — забезпечувати високу якість видоєного молока і загалом поліпшувати ведення галузі молочного скотарства. Функціями цехів є: 
- первинна обробка молока для збереження його свіжим до здавання на завод або на реалізацію;
- правильне зберігання молока;
- запобігання його забрудненню, нагріванню або охолодженню під час транспортування;
- проведення систематичного обліку видоєного молока, а також вироблених на місцях молочних продуктів;
- вивчення хімічного складу молока від окремих корів для підвищення їх продуктивності та вдосконалення племінних якостей;
- забезпечення телят необхідною кількістю знежиреного молока;
- своєчасне придбання необхідного обладнання та інвентарю для ферми, реактивів і матеріалів для лабораторних аналізів;
- утримання в чистоті молочного посуду, апаратури й інвентарю, контроль їх санітарного стану;
- проведення своєчасного ремонту.

## Основи проектування молочних цехів
При проектуванні молочних цехів слід передбачати: кількість молока, яке підлягатиме обробці, з урахуванням зростання обсягу його виробництва найближчими роками, а також сезонності виробництва, кратності доїння корів, кількості молока для потреб господарства, розміру ферм, кількості корівників та їх розміщення на території ферми чи комплексу.
Відповідно до технологічних процесів обробки молока підбирають обладнання, яке розміщують у певній послідовності; здійснюють розрахунок забезпечення цехів гарячою водою, парою і холодом.
При проектуванні та будівництві молочних цехів треба дотримувати певних правил. Так, не можна будувати їх поблизу гноєсховищ, водойм із стічною водою, силосних будівель, вигульних майданчиків для худоби і шосейних доріг. Цехи для приймання та зберігання молока бажано розміщувати з північного або східного боку. Якщо це неможливо зробити, південний бік обсаджують деревами або обладнують навіс над вікнами для захисту від сонячних променів.

Молочний цех розміщений в прибудівлі або блоці, відокремлюють від корівника коридором або тамбуром. Двері мають бути рівними, без фільонок, щоб запобігти збиранню на їх поверхні пилу, бруду.
Молочні цехи треба добре вентилювати. Відділення теплової обробки молока, мийну і компресорну обладнують примусовою вентиляцією. Температуру в приміщеннях підтримують на рівні 16—18 °С. Тому взимку їх треба опалювати.
У молочному цеху мають бути ваги для приймання молока, місткості для його зливання і очищення, охолоджувач, сепаратор, пастеризатор, а також прилади для аналізу молока.

Продуктивність обладнання розраховують на максимальну кількість молока, яке підлягає переробці.

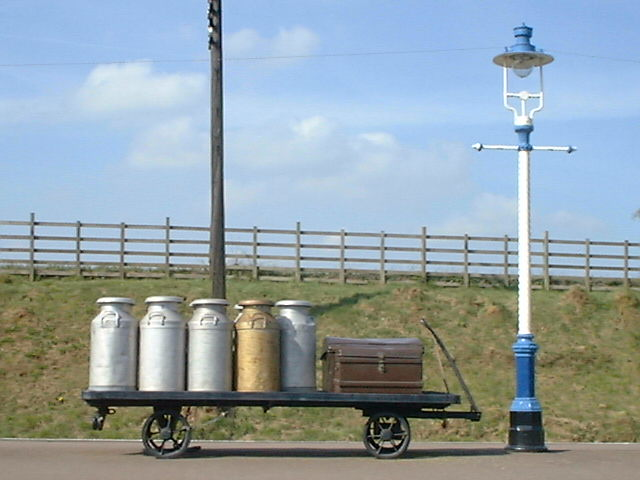
Бідони з молоком на залізничній платформі

## Транспортування молока
Молоко транспортують автомобільним, залізничним, водним транспортом та молокопроводом. Як тару використовують фляги і цистерни. Ще багато господарств транспортують молоко у флягах. Перевезення молока в такій тарі має певні недоліки. У теплу пору року молоко у флягах нагрівається, а за низької температури може замерзнути. Щоб запобігти нагріванню або замерзанню, його слід перевозити в закритих машинах.
Фляги з молоком під час транспортування мають бути добре закритими, а влітку наливати в них молоко треба до самої кришки, щоб запобігти збиванню жиру в шматочки масла.
Взимку у фляги не доливають на 1—2 л молока, щоб їх не розірвало у разі замерзання. Для закупорювання фляг у пази кришок вставляють спеціальні гумові кільця. Якщо їх немає, можна використовувати чисту марлю, пергамент, напівпергамент. Категорично забороняється робити прокладку із соломи, гуми автопокришок чи автокамер.
Найбільш раціонально перевозити молоко в спеціальних автомобільних цистернах, які випускає промисловість.

Молоко в цистернах добре зберігається в дорозі. При перевезенні на відстань 100 км влітку його температура підвищується на 1–2 °С. Транспортувати молоко в цистернах значно дешевше, ніж в інших видах тари. Втрати при цьому становлять 0,03 %, а у флягах в 11 разів більше — 0,34 %. Останнім часом у господарствах України широко впроваджується транспортування молока кільцевими маршрутами. При цьому молоко з господарств доставляється транспортом молочного заводу раз на добу за графіком. Але забезпечити це можна тільки за чіткої організації первинної обробки молока, достатньої кількості холодильних машин та іншого обладнання, високої санітарної культури ведення молочного господарства.
Залізницею фляги з молоком перевозять в ізотермічних вагонах. Улітку вагон охолоджують, узимку опалюють для підтримання температури в межах 3—5 °С. Для перевезення молока залізницями також використовують цистерни. Водним шляхом молоко перевозять спеціальними катерами, що обладнані холодильними установками.
У багатьох господарствах України є тваринницькі комплекси з виробництва молока на 600, 800 і більше корів, де тварин розміщують в кількох корівниках. Молоко з кожного корівника доцільно транспортувати молокопроводом, який може бути підземним або наземним.
При застосуванні підземних молокопроводів витрати на охолодження і транспортування молока знижуються на 70–80 %.

## Охолодження молока
Парнé молоко має оптимальну температуру для розмноження більшості мікроорганізмів. Тому, якщо його своєчасно не охолодити, вони швидко розмножуються, що призводить до підвищення кислотності і скисання молока.
Холод не вбиває бактерій, але при зниженні температури тимчасово припиняються їх ріст, розвиток і розмноження. Для тривалого збереження початкових властивостей молока його треба охолодити.
Низька температура сприяє кращому зберіганню основних вітамінів у молоці. Охолоджувати його слід і для того, щоб зберегти його бактерицидні властивості протягом тривалого періоду. Якщо розрив у часі між охолодженням і доставкою на молочний завод не перевищує 6 год, молоко охолоджують до 10 °С. При зберіганні молока протягом 12 год його потрібно охолоджувати до 8 °С. Робити це рекомендується, коли молоко вечірнього удою транспортують на завод зранку наступного дня.

Якщо молоко залишається у господарстві протягом 24 год, його охолоджують до 5 °С. Це рекомендується робити на невеликих, віддалених від шосейних доріг ферм, з яких молоко відправляють на молочний завод раз на добу.

Температура охолодження молока залежить переважно від тривалості його зберігання.

### Охолодження молока в резервуарах
Останнім часом для збирання, охолодження і зберігання молока застосовують резервуари (танки і ванни). Молоко в резервуарах охолоджується до заданої температури. При цьому значно менші втрати молока, ніж при охолодженні іншими способами. Зменшуються затрати праці на охолодження, не потрібна постійна присутність людини.
У виробництві молочних продуктів рекомендується використовувати резервуари-охолоджувачі молока типу ТОМ-2А.

Для охолодження молока використовуються також універсальні танки Я1-ОСВ; Л5-ОТН.

## Очищення
Очищення є складовою загальної технології виробництва молока і молочних продуктів. Найбільш поширений спосіб очищення — фільтрування. Для цього потрібні цідилки і фільтр.

Цідилки складається з корпуса, нижньої і верхньої решіток, розпірного кільця і фільтра, якими можуть бути вата, марля, фланель, металева сітка і синтетичні матеріали. Фільтри виробляють у вигляді тонких дисків з рівною або «вафельною» поверхнею. З їх допомогою можна очистити не більш як 40 л молока, після чого їх потрібно замінити. Ватні фільтри повільно пропускають молоко, тому при їх використанні збільшуються витрати часу на його очищення.
У господарствах як фільтрувальний матеріал широко застосовують марлю. Але фільтри з неї швидко зношуються, забруднюються і не забезпечують високого ступеня очищення молока. Для фільтрування молока використовують синтетичні тканини, виготовлені на основі поліамідних волокон (енант), карбоцинних (поліетилен) та поліефірних (лавсан). Найкращими є фільтри з лавсану. Вони забезпечують необхідну швидкість фільтрування і значно ефективніше очищують молоко, ніж марля. Вид фільтрів і міцність після пропускання крізь них 10 т молока не змінюються, вони залишаються придатними для подальшого використання.

Лавсанові фільтри гігієнічні, легко промиваються теплою водою з милом або мийним порошком. Один метр тканини з лавсану замінює 35—40 м марлі.
На сучасних доїльних установках молоко очищають поточно в очиснику, змонтованому безпосередньо на молокопроводі. В розширену частину молокопроводу вставляють трубку, яку закріплюють гумовою пробкою. На кінці трубки прикріплена насадка із металевих прутів, з’єднаних кільцями. На насадку надівають чохол із фільтрувальної тканини, який прикріплюється гумовим кільцем. Молоко спочатку проходить крізь фільтр, а потім надходить на вакуумний охолоджувач.

Фільтрування молока, навіть з використанням найдосконаліших фільтрувальних матеріалів, не забезпечує повного його очищення від механічних домішок, оскільки відбувається розмивання відфільтрованих решток потоком молока до дрібних частинок, які проходять крізь пори фільтра в молоко.

### Відцентрові молокоочисники
Більш досконалими для очищення молока від механічних домішок є відцентрові молокоочисники, які широко застосовуються у молочній промисловості. Відцентровий молокоочисник — це сепаратор із зміненим барабаном і устаткуванням для відведення молока. Барабан має збільшений грязьовий простір, у ньому немає розподільної тарілки. Його тарілки без отворів. Барабан крутиться зі швидкістю 6000—8000 об/хв.
При очищенні холодного молока, яке має підвищену в’язкість, швидкість відокремлення зважених частинок зменшується і якість очищення погіршується. За високої температури (80—85 °С) швидкість відокремлення часток підвищується, але якість очищення не поліпшується, оскільки частина забруднень розчиняється в гарячому молоці і не може бути виділена під дією відцентрової сили.
Оптимальною температурою молока за відцентрового очищення прийнято вважати 35—45 °С.
Для відцентрового очищення молока застосовують відцентрові сепаратори-молокоочисники ОМ-1А, АІ-ОЦМ-5, АІ-ОЦМ-10, Г9-ОМА, які включають в поточну технологічну лінію з пластинчастими охолоджувачами молока.

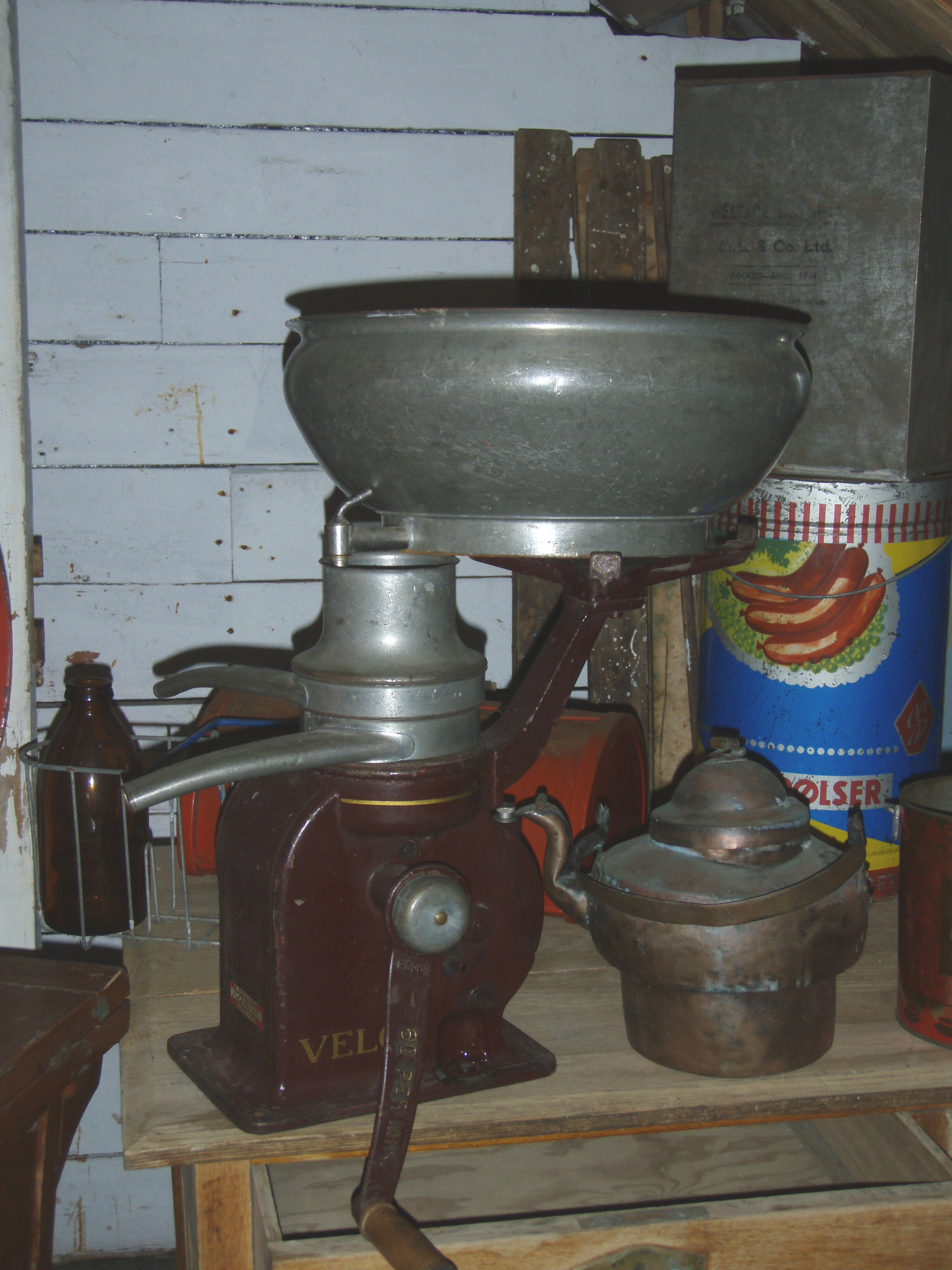
Молочний сепаратор

## Сепарування
Сепарування — це процес розділення молока на вершки і знежирене молоко за допомогою сепараторів-вершковідокремлювачів. Сепаратори поділяють на відкриті, напіввідкриті й герметичні. У відкритих сепараторах молоко надходить у барабан, а розділені вершки і знежирене молоко виходять при стиканні маси з повітрям; у напіввідкритих — молоко підводиться в барабан відкритим потоком, а вершки і знежирене молоко — в закритих трубопроводах; у герметичних молоко подається у барабан, вершки і знежирене молоко відводяться у закритому потоці.
Призначене для сепарування молоко підігрівають до температури 40—50 °С.

## Нормалізація
Нормалізація — це зниження або підвищення вмісту жиру в сировині, з якої виготовляється продукт, для того, щоб забезпечити стандартний вміст жиру в готовому продукті. Здебільшого нормалізують молоко як вихідну сировину на молочних комплексах.

## Гомогенізація
Гомогенізація — це процес подрібнення (диспергування) «великих» жирових кульок дією на молоко зовнішніх сил, зумовлених перепадом тиску. У вихідному молоці діаметр жирових кульок коливається від 0,5 до 18 мкм, в середньому дорівнює 2—4 мкм. У гомогенізованому молоці діаметр жирових кульок становить 1 мкм. При цьому зменшується можливість відстоювання жиру під час зберігання молока і деяких молочних продуктів.
В результаті рівномірного розподілу жиру по всій масі гомогенізованого молока підвищується його густина. Зменшення розмірів жирових кульок сприяє зниженню швидкості підняття жирових кульок на поверхню майже у 100 разів.

Деякі сироваткові білки в охолодженому молоці адсорбуються на поверхні жирових кульок, і за їх допомогою відбувається агрегація жирових кульок, тобто склеювання їх одна з одною і накопичення.

Такі накопичення значно швидше, ніж одиничні кульки, випливають на поверхню молока. Сироваткові білки, які сприяють агресії жирових кульок, порівняно легко денатурують при механічних і високотемпературних взаємодіях. Через це після гомогенізації, яка чинить значний механічний вплив, ці білки не можуть утворювати накопичення жирових кульок, що значно сповільнює утворення шару вершків на поверхні продукту.

## Теплова обробка
Пастеризацію молока проводять у господарствах, неблагополучних за інфекційними захворюваннями на ящур, бруцельоз, туберкульоз, лейкоз, а також при переробці молока на молочні продукти на підприємствах.

### Пастеризація
Пастеризація — це теплова обробка молока за температури 65 °С і вище. У практиці застосовують такі режими пастеризації: 
- короткочасний — нагрівання до 72—76 °С з витримуванням при цій температурі в поточному витримнику протягом 15—20 с;
- тривалий, або низькотемпературний — нагрівання до 63—65 °С з витримуванням протягом 25—30 хв;
- миттєвий — 85 °С і вище без витримування.

Наведені режими пастеризації забезпечують достатньо повне знищення в молоці вегетативних форм бактерій.
Ефективність пастеризації, або ступінь знищення мікроорганізмів, залежить від якісного та кількісного складу їх у вихідній сировині. Якщо в молоці багато термостійких бактерій, то ефективність пастеризації знижується, а при переважанні психрофільних рас — підвищується.

### Стерилізація
Стерилізацію проводять з метою знищення у молоці всіх мікроорганізмів і їх спор за температури вище 100 °С з витримуванням.

Молоко, яке надходить на стерилізацію, повинно бути доброякісним за органолептичними і фізико-хімічними показниками, мати кислотність не вище 18 °Т, ступінь механічного забруднення — не нижче ІІ групи. Його термостійкість має бути підвищеною, щоб під впливом високих температур не відбувалася коагуляція казеїну.
У процесі стерилізації відбуваються істотніші зміни фізикохімічних якостей молока порівняно з пастеризацією. Так, стерилізоване молоко втрачає здатність зсідатися під дією сичужного ферменту. В ньому може відбуватися диспергування молочного жиру, частково руйнуються вітаміни. Молоко може набути присмаку пастеризації, зумовленого утворенням сульфгідрильних груп, які є антиоксидантами. Вони перешкоджають окисненню і згіркненню жиру. В результаті стерилізації молоко набуває кремового кольору, інтенсивність його забарвлення може бути різною. Продукт набуває відповідної стійкості при зберіганні.

## Виробництво кисломолочних продуктів
У виробництві кисломолочних продуктів бажану мікрофлору вносять у пастеризоване молоко у вигляді заквасок, які готують з чистих культур відповідних видів мікроорганізмів. У процесі сквашування відбуваються біохімічні, фізико-хімічні зміни практично всіх складових частин молока.
За характером біохімічних процесів розрізняють кисломолочні продукти, виготовлені тільки з використанням молочнокислого бродіння і нагромадженням тільки молочної кислоти, та продукти, одержані при поєднанні молочнокислого і спиртового бродіння, коли нагромаджується молочна кислота, етиловий спирт і вуглекислий газ. До першої групи належать кисломолочні продукти усіх видів, йогурт, ацидофілін, ацидофільне молоко; до другої — кефір, кумис, ацидофільно-дріжджове молоко тощо. При молочнокислому бродінні, яке спричинюють молочнокислі бактерії, лактоза зброджується з утворенням молочної кислоти. Молоко скисає, а наявний казеїн зсідається і утворює згусток.
При внесенні у молоко дріжджів разом з молочнокислою закваскою відбувається спиртове бродіння.

## Закваски
Для сквашування молока використовують бактеріальні закваски, виготовлені на чистих культурах відповідних видів мікрофлори. Від підбору культур залежать аромат, консистенція та інші якості продукту. Бактеріальні культури виробляють у спеціальних лабораторіях.
Молочнокислі бактерії і дріжджі висилають спеціалізовані лабораторії у вигляді чистих культур рідких і сухих заквасок або окремих штамів. Якість закваски залежить від чистоти культури (відсутність у заквасках небажаних мікроорганізмів), здатності до утворення кислоти, аромату, нагромадження антибіотиків.

Із сухих або рідких заквасок готують робочі закваски. Спочатку готують первинну (материнську) закваску. Для цього беруть 2 л якісного, чистого, без піни незбираного або знежиреного молока, кип’ятять у скляній колбі або стерилізують в автоклаві і охолоджують до температури сквашування, яка залежить від виду використаної культури. Переливати молоко в інший посуд не рекомендується, щоб запобігти його забрудненню.
В охолоджене молоко вносять порцію сухої або рідкої закваски, закривають пробкою, збовтують і вміщують у термостат, де підтримують постійну температуру. Через 12—16 год утворюється згусток. Після його появи закваску ще витримують у термостаті близько 2 год. Якісна первинна закваска повинна мати достатньо густий однорідний згусток кислотністю 75—80 °Т стрептококової культури і 75—100 °Т для молочнокислих паличок.

Первинна закваска ще непридатна для приготування продукту, оскільки не містить достатньо активної мікрофлори. Тому з неї одержують пересадкову закваску, або вторинну. Для цього потрібну кількість молока готують так само, як і для материнської. В охолоджене молоко вносять 5 % первинної закваски, ретельно перемішують до однорідної рідкої консистенції. Перед перемішуванням збирають верхній шар (2—3 см) материнської закваски. Молоко сквашують за тієї самої температури, що й у виробництві первинної закваски. Вторинну сквашують протягом 8—12 год. Готову закваску охолоджують до 8 °С і зберігають за цієї ж температури.
Кислотність має бути 80—90 °Т.

Вторинна закваска, виготовлена із свіжої рідкої закваски, може бути основною для одержання виробничої. При використанні сухої закваски готують третинну, яку використовують для приготування виробничої (робочої) закваски.

Робочу закваску готують з пересадкової, але температуру сквашування знижують до 24 °С. Молоко зсідається через 6—10 год.
Робоча закваска повинна мати 
- чистий, кисломолочний смак і запах,
- однорідну консистенцію без бульбашок газу або сироватки;
- злам згустку має бути стійким, глянцевим, з різко вираженими краями;
- кислотність 90—100 °Т.

Цю закваску до використання зберігають в охолодженому вигляді за температури 6—8 °С. Відновлюють її через кожні 10—12 днів, застосовуючи нову упаковку лабораторної культури.
Для приготування заквасок повинні бути виділені спеціальні приміщення, посуд, інвентар, використовувати які з іншою метою забороняється. Їх треба тримати в чистоті і періодично дезінфікувати.
У технології кисломолочних продуктів важливе значення має режим пастеризації молока, при виборі якого треба враховувати фізико-хімічні зміни складових частин молока під впливом температури.
Нагрівання молока в межах 55—60 °С спричинює різке гальмування розвитку молочнокислих бактерій. Це пояснюється тим, що різко знижується дисперсність колоїдної системи. Значно збільшуються частки казеїну, стаючи менш доступними для перетравної дії молочнокислих бактерій.
Крім того, фізико-хімічні властивості складових молока в результаті обробки за різних температур істотно впливають на консистенцію кисломолочних напоїв. Найоптимальніший режим пастеризації для кисломолочних продуктів — це температура 85—87 °С з витримуванням протягом 5—10 хв або 90—92 °С з витримуванням 2—3 хв. При цьому підвищуються гідрофільні властивості білків молока і зі згустку не відділяється сироватка.
Готовність продукту визначають за характером згустку і кислотністю. Звичайно згусток утворюється за кислотності близько 60 °Т. Він має бути однорідним, достатньо щільним, без виділення сироватки. В момент готовності продукту кислотність повинна бути 70—75 °Т, а південного і ацидофільного молока — 80 – 85 °Т, тому їх витримують у термостатній камері ще впродовж певного часу після утворення згустку.
Сквашування при використанні заквасок, виготовлених на чистих культурах молочнокислого стрептокока мезофільних рас, триває 5—7 год, при використанні термофільних рас — 2,5—3 год.
Продукцію після сквашування молока перевозять із термостатної в холодильну камеру, де охолоджують до температури не вище 8 °С. Роблять це якомога швидше, щоб пригальмувати молочнокисле бродіння. Внаслідок несвоєчасного охолодження погіршується якість продукту, оскільки підвищується його кислотність і виділяється сироватка.
Після охолодження продукт витримують в холодильній камері протягом 6—12 год для визрівання. При цьому жир твердне, казеїн зв’язує воду, бубнявіє, внаслідок чого консистенція продуктів стає щільною.